# Withiidae
Withiidae (лат.) — семейство псевдоскорпионов из подотряда Iocheirata.
Более 150 видов во всех регионах мира.

## Описание
Большинство представителей имеют мелкие размеры, длина тела 2-3 мм. Ядовитый аппарат хорошо развит в обоих пальцах хелицер педипальп. Добавочные зубцы отсутствуют на пальцах хелицерах. Хелицеральный жгутик состоит из четырёх щетинок. Обычно есть два разных глаза. Внутренние гениталии самца сложные, но лишь умеренно склеротизованные, без ramshorn-органов. Сперматофоры, производимые самцом, очень специализированы. Сперматеки самок в виде двух коротких трубочек с концевыми ребристыми участками. Вторичная половая модификация самцов ограничивается участками мелких сенсорных щетинок на некоторых стернитах брюшка. Субтерминальные щетинки лапок и коготки лапок простые.
Существует брачный ритуал, но с менее изощрёнными движениями и большим физическим контактом, чем у Cheliferidae. Сенсорные области на брюшке самца используются для точного размещения пары над сперматофором.
Члены этого семейства распространены по всему миру, но преимущественно в более теплых регионах, наиболее разнообразны в Африке и Южной Америке. Withiidae встречаются в подстилке и органическом мусоре, в опавших листьях, под корой и под камнями, а также в гнёздах животных. Один вид, Withius subruber (Withius piger), встречается в хранилищах зерна и в амбарах по всему миру и, по-видимому, распространен людьми.

## Классификация
Включает более 150 видов и 36 родов. Эта группа рассматривается некоторыми систематиками как подсемейство Cheliferidae. Род Plesiowithius синонимизирован с Nannowithius в 2015 году.
РодHyperwithius синонимизирован с Metawithius.Род Afrowithius синонимизирован с Withius. Подрод Microwithius был повышен до статуса рода.
В ископаемом состоянии семейство известно с эоцена в балтийском, доминиканском янтарях.
- Подсемейство Paragoniochernetinae Beier, 1944
  - Cyrtowithius Beier, 1955
  - Ectromachernes Beier, 1944
  - Paragoniochernes Beier, 1932
  - Pseudatemnus Beier, 1947
  - Pseudochernes Beier, 1954
- Подсемейство Withiinae Chamberlin, 1931
  - Cacodemoniini Chamberlin, 1931
    - Cacodemonius Chamberlin, 1931

  - Juxtacheliferini Hoff, 1956
    - Juxtachelifer Hoff, 1956

  - Protowithiini Beier, 1955
    - Protowithius Beier, 1955

  - Withiini Chamberlin, 1931
    - Aisthetowithius Beier, 1967
    - Balanowithius Beier, 1959
    - Cryptowithius Beier, 1967
    - Cystowithius Harvey, 2004
    - Dolichowithius Chamberlin, 1931
    - Girardwithius Heurtault, 1994
    - Metawithius Chamberlin, 1931
    - Nannowithius Beier, 1932
    - Neowithius Beier, 1932
    - Nesowithius Beier, 1940
    - Parallowithius Beier, 1955
    - Parawithius Chamberlin, 1931
    - Pogonowithius Beier, 1979
    - Pycnowithius Beier, 1979
    - Rexwithius Heurtault, 1994
    - Scotowithius Beier, 1977
    - Sphaerowithius Mahnert, 1988
    - Sphallowithius Beier, 1977
    - Stenowithius Beier, 1932
    - Termitowithius Muchmore, 1990
    - Thaumatowithius Beier, 1940
    - Trichotowithius Beier, 1944
    - Tropidowithius Beier, 1955
    - Victorwithius Feio, 1944
    - Withius Kew, 1911

другие
- ?Beierowithius Mahnert, 1979
- Microwithius Redikorzev, 1938
- Rugowithius Harvey, 2015